# Chapadão do Céu
Chapadão do Céu là một đô thị thuộc bang Goiás, Brasil. Đô thị này có diện tích 2190,7 km², dân số năm 2007 là 5338 người, mật độ 2,3 người/km².